# Anaisio Guedes
Anaisio Guedes (IPA: [ɐnajˈziu ˈɡɛʤes], * 1. Oktober 1975 in Ceará, Brasilien) ist ein deutscher Galerist.

## Leben und Werk
Anaisio Guedes wuchs in einer Lehmhütte im Regenwald am südamerikanischen Strom Amazonas auf. In seiner Autobiografie beschrieb er, dass er mit fünf Jahren trotz der dort vorkommenden Anakondas Fische angelte und im Alter von zehn Jahren vor den Mördern seines Onkels fliehen musste. Guedes besuchte nur wenige Monate eine Schule; noch im Alter von 19 Jahren konnte er kaum lesen und schreiben, brachte sich diese Fähigkeiten jedoch später selbst bei. Mit zwölf Jahren lebte er in São Paulo, wo er mit dem Verkauf von Schokolade in einer U-Bahn-Station wesentlich zum Unterhalt seiner Familie beitrug. Im Alter von 17 Jahren spielte Guedes mit dem brasilianischen Rennfahrer Ayrton Senna in einem Werbespot mit.
Vom Wunsch getrieben, in Paris Schauspieler zu werden, reiste er Weihnachten 1994 zunächst nach Brüssel und arbeitete dort als Barmann. In der Stadt lernte er eine Hamburgerin kennen, der er in ihre Heimatstadt folgte. Hier erlernte er die deutsche Sprache, die er heute akzentfrei spricht. Insgesamt spricht er fünf Sprachen fließend. In Deutschland absolvierte Anaisio Guedes eine kaufmännische Ausbildung, holte an einer Abendschule das Abitur nach und studierte Betriebswirtschaft.
2015 eröffnete Guedes zunächst eine Pop-up-Galerie am Marie-Jonas-Platz in Hamburg-Eppendorf, 2016 dann im Ankunftsbereich am Terminal 2 des Flughafens Hamburg sein Geschäft „Arte Gallery – Das Kunstkaufhaus“, die einzige Galerie auf dem Gelände eines Flughafens in Deutschland. Seit Juni 2024 tritt Guedes als Händler in der Sendereihe Bares für Rares auf.

## Veröffentlichungen
- No risk no chance. Die Biografie eines mutigen Optimisten. Verlag Anaisio Guedes, 2022, ISBN 3-98236-481-7.